# Бенхедда, Бенюсеф
Бенюсеф Бенхедда или Бен Юсеф Бен Хедда (араб. بن يوسف بن خدة‎; 23 февраля 1920, Медеа — 4 февраля 2003, Алжир) — алжирский политический и государственный деятель, Председатель Совета Временного правительства Алжирской Республики в 1962 году.

## Биография
После Второй мировой войны стал генеральным секретарём Партии алжирского народа, которая с тех пор была переименована в Движение за триумф демократических свобод (MTLD).
Окончил в 1951 году Алжирский университет. Несколько раз был арестован (1954) и освобождён через пять месяцев, после чего присоединился Фронту национального освобождения Алжира. Скрываясь от французских десантникамов и вместе с Кримом Белкассемом бежал в Тунис. 
В конце 1950-х годов совершил несколько поездок за границу от имени ФНО, в том числе в столицы арабских государств, Югославию, Лондон, Южную Америку, Китай и Советский Союз. 
Возглавлял Временное правительство Алжирской Республики с 3 июля по 27 сентября 1962 года.
В конфиденциальной записке ЦРУ характеризовался, как «ключевой командир террористов» и «интеллектуал с марксистским образованием».  
В сентябре 1962 года отказался от участия в выборах в пользу Ахмеда Бен Беллы, которого тогда поддержал Бумедьен.